# СТАН (компания)
«СТАН» — российская интегрированная компания по проектированию и производству станкостроительного оборудования. Принадлежит на 2/3 частным владельцам, 1/3 — государству. Входит в госкорпорацию «Ростех».

## История компании
В 2012 году началось формирование станкостроительного объединения, для чего в конце года была создана компания ООО «Группа „СТАН“». Название на ООО «СТАН» сменила в 2016 году.
В сентябре 2012 года в Стерлитамаке (Башкирия) была создана производственная площадка на базе Стерлитамакского станкостроительного завода. 

В ноябре 2013 года образовалась производственная площадка «СТАН» в Коломне на базе Коломенского завода тяжелого станкостроения.  

В конце 2014 года в состав «СТАН» вошли Рязанский и Ивановский станкостроительные заводы. 
 
В начале 2015 года к компании присоединился московский завод «Шлифовальные Станки», который был создан на базе совместного российского-немецкого станкостроительного предприятия «Станковендт».  

В 2016 году в состав компании вошёл Савёловский станкостроительный завод, созданный на базе Савёловского машиностроительного завода.
В 2017 году ООО «СТАН» и АО «СП „Донпрессмаш“» учредили новую производственную площадку — ООО «Донпрессмаш».

## Структура компании
В состав компании входят производственные площадки:
- ООО НПО «Станкостроение» (Стерлитамак, Республика Башкортостан)
- АО «Станкотех» (Коломна, Московская область)
- ООО «Рязанский Станкозавод» (Рязань)
- ООО «Ивановский станкостроительный завод» (Иваново)
- ООО «Шлифовальные Станки» (Москва)
- ООО «Савёловский станкостроительный завод» (Тверская область, Кимры),
- ООО «Донпрессмаш» (Ростовская область, Азов).

## Деятельность
Заказчиками продукции СТАН являются предприятия аэрокосмической, автомобильной, судостроительной, железнодорожной, нефтегазовой и других отраслей промышленности.
В 2017 году, по данным газеты «Коммерсантъ», на долю СТАНа приходилось более 50 % рынка выпускаемого в России металлообрабатывающего оборудования и 16 % всего рынка станков.

## Собственники
ООО «Инвескон» (66,58 %), ООО «РТ-Капитал» (33,4 %), Руслан Валерьевич Звягинцев (0,02 %). 
 
ООО «Инвескон» владеют Максим Валерьевич Гущин (99 %) и Руслан Валерьевич Звягинцев (1 %), ранее компанию контролировал Сергей Георгиевич Недорослев. 
 
Учредителями ООО «РТ-Капитал» выступают госкорпорация «Ростех» (89,25 %), АО «РТ-Проектные Технологии» (5,08 %), АО «Швабе» (2,98 %), АО «РТ-Стройтех» (2,02 %) и АО «РТ-Химкомпозит» (0,66 %)..

## Руководство компании
- Президент — Сергей Георгиевич Недорослев[10]
- Председатель Совета директоров — Максим Валерьевич Гущин[11]
- Управляющий директор, младший партнёр — Руслан Валерьевич Звягинцев
- Генеральный директор — Денис Витальевич Полевщиков[1]
- Коммерческий директор — Вячеслав Анатольевич Тропилло

## Скандалы
С 2019 года компания замечена в ряде скандалов, в региональной и федеральной прессе появились материалы о фальсификациях, невыпуске оборудования и возбуждённых делах.
Так, с подачи Счётной палаты РФ начался скандал вокруг манипулирования бюджетными средствами, выделенными компании на спасение отечественного станкостроения. Кроме того, партнёры обвинили владельцев холдинга в рейдерстве и нечистоплотности.
По итогам проверки Счётной палаты деятельности Фонда развития промышленности (ФРП) выяснилось, что «СТАН» производит за бюджетные деньги некондиционные изделия; также, фиктивное импортозамещение.
ФСБ проводит проверку группы «СТАН» по итогам инспекции Счетной палаты.

## Санкции
20 мая 2025 года, из-за российского вторжения на Украину, компания включена в санкционный список стран Евросоюза как компания которая осуществляет поддержку военно-промышленного комплекса России. В обосновании введения санкций отмечалось что компания обеспечила поставки крупной партии техники для ПАО «Туполев», участвовала в техническом перевооружении 123-го авиаремонтного завода, а также заключила крупные контракты с ключевыми оборонными предприятиями, среди которых «ОДК-Кузнецов», «Уралвагонзавод» и «Адмиралтейские верфи».